# Путивльська міська територіальна громада
Путивльська міська територіальна громада — об'єднана територіальна громада в Україні, у Конотопському районі Сумської області. Адміністративний центр — місто Путивль.
Утворена 8 лютого 2018 року шляхом об'єднання Путивльської міської ради та Бобинської, Веселівської, Волокитинської, В'язенської, Зінівської, Козаченської, Октябрської, Рев'якинської, Сафонівської, Стрільниківської, Чорнобривкинської, Яцинської сільських рад Путивльського району.
12 жовтня 2018 року Центральна виборча комісія призначила у громаді перші вибори на 23 грудня 2018 року.
19 липня 2020 року, в результаті адміністративно-територіальної реформи та ліквідації Путивльського району, увійшла до складу новоутвореного Конотопського району.

## Населені пункти
До складу громади входять 1 місто (Путивль) і 55 сіл: Білогалиця, Бобине, Вегерівка, Веселе, Волокитине, В'язанка, В'ятка, Голубкове, Зарічне, Зінове, Зозулине, Іванівське, Іллінське, Кагань, Кардаші, Козаче, Корольки, Котівка, Кочерги, Красне, Кубареве, Курдюмове, Латишівка, Малушине, Мишутине, Нова Шарпівка, Окіп, Пересипки, Пищикове, Пішкове, Плахівка, Плотникове, Пруди, Рев'якине, Ротівка, Роща, Руднєве, Сафонівка, Селезнівка, Сімейкине, Скуносове, Сонцеве, Спадщина, Стара Шарпівка, Стрільники, Суворове, Товченикове, Трудове, Харівка, Ховзівка, Чорнобривкине, Шулешівка, Щекине, Щербинівка та Яцине.